# استیون فانگ
استیون فانگ (انگلیسی: Stephen Fung؛ زادهٔ ۹ اوت ۱۹۷۴) بازیگر، خواننده، تهیه‌کننده فیلم و کارگردان فیلم اهل هنگ کنگ است. وی دانش‌آموختۀ رشتۀ طراحی گرافیک در دانشگاه میشیگان است.
از فیلم‌ها یا برنامه‌های تلویزیونی که وی در آن نقش داشته است، می‌توان به قاتلان وو (تهیه‌کنندۀ اجرایی)، ۲۰۰۲، پلیس‌های جن-ایکس، پلیس‌های جن-وای، ققنوس وارد می‌شود، پادشاهان آسمانی، آشپزخانه جادویی و علائم خشم اشاره کرد.